# Liphistius endau
Liphistius endau Sedgwick & Platnick, 1987 è un ragno appartenente alla famiglia Liphistiidae.
Il nome del genere deriva dalla radice prefissoide greca λίπ-, lip-, abbreviazione di λιπαρός, liparòs, cioè unto, grasso, e dal sostantivo greco ἱστίον, istìon, cioè telo, velo, ad indicare la struttura della tela che costruisce intorno al cunicolo.
Il nome proprio deriva dal parco naturale Endau Rompin National Park, foresta tropicale della Malaysia.

## Descrizione
Ragno primitivo appartenente al sottordine Mesothelae: non possiede ghiandole velenifere, ma i suoi cheliceri possono infliggere morsi piuttosto dolorosi.

## Distribuzione e habitat
Questa specie è stata rinvenuta nella Malaysia meridionale, al confine fra lo Stato di Johor e di Pahang, nell'Endau Rompin National Park.